# Lukáš Hlava
Lukáš Hlava (Harrachov, 10 settembre 1984) è un ex saltatore con gli sci ceco.

## Biografia
In Coppa del Mondo ha esordito l'11 gennaio 2003 a Liberec (47°) e ha ottenuto l'unico podio il 4 marzo 2012 a Lahti (3°).
In carriera ha preso parte a due edizioni dei Giochi olimpici invernali, Vancouver 2010 (38° nel trampolino normale, 7° nella gara a squadre) e Soči 2014 (46º nel trampolino normale), a sei dei Campionati mondiali (5° nella gara a squadre a Liberec 2009 il miglior risultato) e a quattro dei Mondiali di volo (5° nella gara a squadre a Planica 2010 il miglior risultato).

## Palmarès

### Coppa del Mondo
- Miglior piazzamento in classifica generale: 14º nel 2012
- 1 podio (individuale):
  - 1 terzo posto